# Les Nouvelles Aventures des insaisissables
Série
Les Justiciers insaisissables
(1966) La Couronne de l'Empire russe
(1971)
Pour plus de détails, voir Fiche technique et Distribution.
Les Nouvelles Aventures des insaisissables (en russe : Новые приключения неуловимых) est un film d'aventure soviétique réalisé par Edmond Keossaian, sorti en 1968. Le film réunit 66,239 000 jeunes spectateurs. 
Il s'agit du second volet de la trilogie culte des « Insaisissables », le premier ayant pour titre Les Justiciers insaisissables (1966) et le troisième La Couronne de l'Empire russe (1971).

## Synopsis
L'histoire se déroule en Crimée lors de la Guerre civile russe. Quatre adolescents enrôlés dans l'armée rouge, Danka, Ksanka, Valera et Yachka le tsigane - surnommés les insaisissables, sont chargés de mission de reconnaissance. Ils doivent soustraire des plans d'une fortification des « blancs » se trouvant dans le coffre du chef du contre-espionnage Koudassov. 

## Fiche technique
- Titre : Les Nouvelles Aventures des insaisissables
- Titre original : Новые приключения неуловимых
- Réalisateur : Edmond Keossaian
- Photographie : Fiodor Dobronravov
- Scénario : Edmond Keossaian, Arthur Makarov
- Direction artistique : Vassili Golikov
- Compositeur(s) : Yan Frenkel, Boris Mokrousov
- Paroles des chansons : Robert Rojdestvenski, Inna Goff, Émile Radov
- Chef d'orchestre : Mark Ermler
- Son : Artashes Vanetsyan
- Montage : Raïssa Novikova
- Rédaction : Liubov Tsitsina
- Directeur du film : Vladimir Kantorovitch
- Format : Couleur
- Durée : 82 minutes
- Pays : URSS
- Sortie : 1968

## Distribution
- Vassili Vassiliev : Yachka le tsigane
- Victor Kossykh : Danka
- Mikhaïl Metelkine : Valerka
- Valentina Kourdukova : Ksanka
- Armen Djigarkhanian : capitaine Piotr Ovetchkin
- Boris Sitchkine : Bouba Kastorski
- Arkadi Tolbouzine : Colonel Koudassov
- Vladimir Ivachov : Perov, adjudant de Koudassov
- Saveli Kramarov : Verekhov
- Svetlana Svetlitchnaïa : dame au manteau de zibeline
- Efim Kopelian : ataman Bournache
- Konstantin Sorokine : Mefodi Kouzmitch, propriétaire du manège
- Ivan Pereverzev : chef de l'état-major
- Nikolaï Fedortsov : Andreï, le partisan
- Evgueni Vesnik : colonel
- Sergueï Filippov : apothicaire
- Yan Frenkel : violoniste
- Vladimir Belokourov : conférencier
- Stanislav Tchekan : agent au chapeau melon